# Marialy Rivas

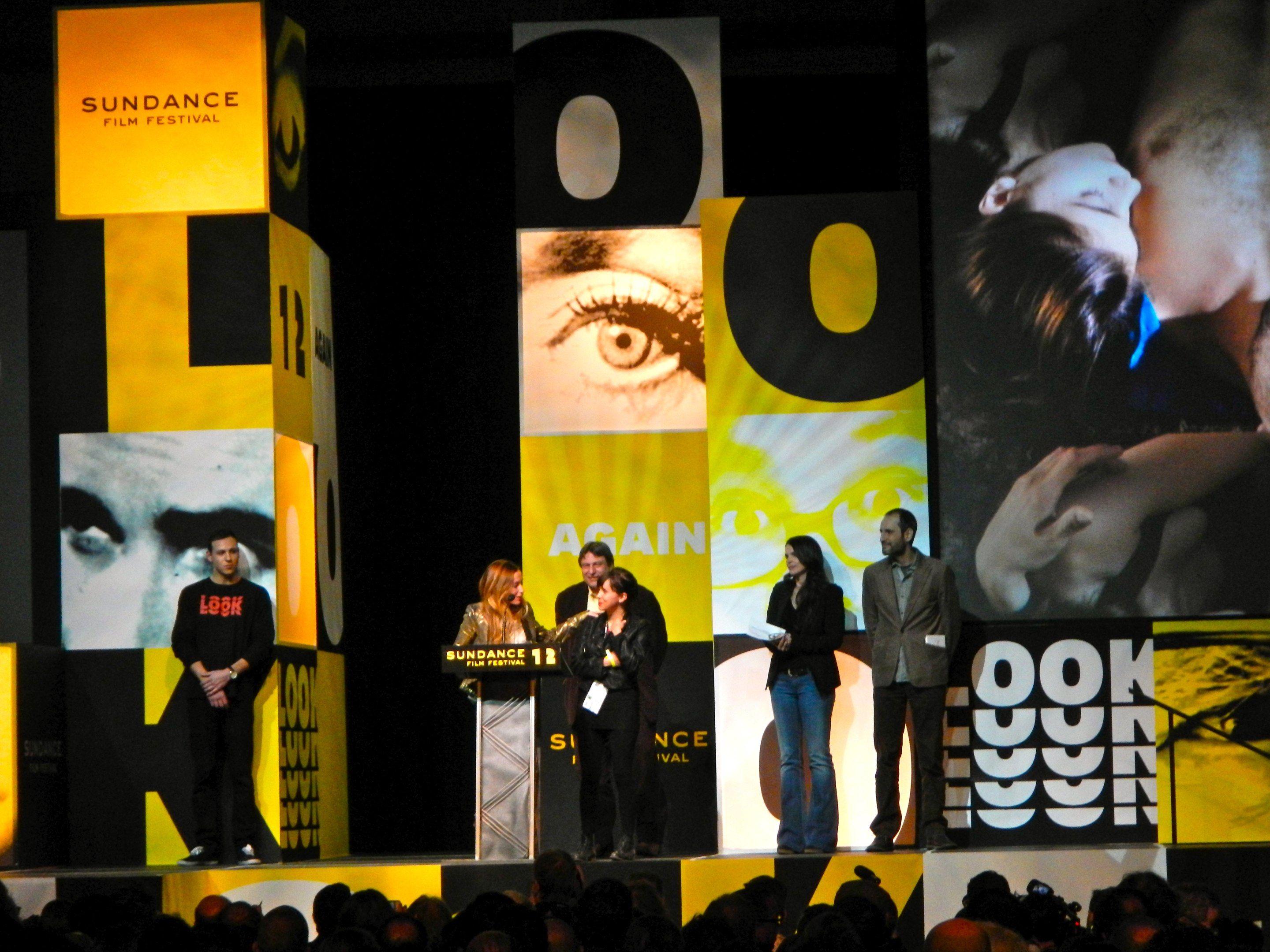
Marialy Rivas y Camila Gutiérrez, recibiendo el premio World Cinema Screenwriting Award, Drama en el Festival de Cine de Sundance 2012 por Joven y alocada.

Marialy Soledad Rivas Martínez (22 de abril de 1976) es una directora de cine y guionista chilena, reconocida por su película Joven y alocada, ganadora del premio «al mejor guion de drama» en Sundance 2012.

## Carrera artística
Ingresó a estudiar a la Escuela de Cine de Chile, pero se retiró de ésta al tercer año. En 1996 dirigió el cortometraje Desde siempre, ganador del Festival de Cortometrajes de Santiago, y reseñado por la revista Cahiers du Cinéma. Dicha película sería transformada en un largometraje junto a Sebastián Lelio, sin embargo el proyecto quedó trunco debido a que Rivas obtuvo una beca de estudios en Nueva York. Finalmente con Lelio realizó el cortometraje Smog, estrenado en 2000.
En 2010 dirigió Blokes, seleccionado en la Competencia oficial del Festival de Cine de Cannes. Posteriormente quedó seleccionado en más de 50 festivales alrededor del mundo, ganado varios de ellos como la Muestra de Cine Latinoamericano de Cataluña, y en los festivales de Miami y San Francisco, California. Su primer largometraje, Joven y alocada, fue estrenado el 21 de enero de 2012 en el Festival de Cine de Sundance, donde obtuvo el premio «al mejor guion de drama» (World Cinema Screenwriting Award, Drama). En mayo del mismo año obtuvo el premio Directors and Screenwriters Lab de Sundance, que le permitirá grabar su segundo largometraje, Princesita.

## Filmografía

### Cine
- Desde siempre (1996), cortometraje docu-ficción.
- Smog (2000), cortometraje codirigido con Sebastián Lelio)
- Blokes (2010), cortometraje.
- Joven y alocada (2012)
- Princesita (2018)

### Televisión
- La jauría (2019, 2022) 6 episodios
- Perry Mason (2023) 2 episodios
- The Jetty (2024)
- Cromañón (2024)

### Videos musicales
- Gepe: «Fruta y té» (2013)
- Princesa Alba: «Convéncete» (2019)

## Premios y distinciones
Festival Internacional de Cine de San Sebastián
- Joven y alocada ganadora del Premio Sebastiane a la Mejor Película de temática LGTB.[6]

Festival Internacional de Cine de Berlín 2012
- Joven y alocada" nominada al Premio Oso de Cristal Generación 14plus a la Mejor Película en el apartado de filmes para niños y adolescentes.[7]

Buenos Aires Festival Internacional de Cine Independiente 2013
- Joven y alocada ganadora del Premio a la Mejor Película en la sección Cine de vanguardia y género.

Festival de Cannes 2010 Film Festival
- Blokes, nominada al Premio Palma de Oro al Mejor cortometraje.

Festival de Cine de Miami 2011
- Blokes, ganadora del Gran Premio del Jurado en la competencia de cortometrajes.

Festival de Cine del Sur de Oslo 2018
- Princesita nominada al Premio Nuevas Voces

Festival de Cine Raindance 2018
- Princesita ganadora del Gran Premio del Jurado

Festival Internacional de Cine de San Francisco 2011
- Blokes, ganadora del Premio Golden Gate al mejor cortometraje de ficción.

Festival Internacional de Cine de San Sebastián 2017
- Princesita nominada al Premio Nuevos Directores

Festival de Cine Sundance 2012
- Marialy Rivas, Camila Gutiérrez, Pedro Peirano y Sebastián Sepúlveda ganadores por   Joven y alocada del Premio Cine del Mundo al mejor guion dramático.
- Joven y alocada nominada al Gran Premio del Jurado Cine del Mundo a la mejor película dramática.

Festival de Cine Sundance 2011
- Blokes, nominada al Premio Internacional de realizadores de cortometrajes.

Festival de Cine Latinoamericano de Toulouse 2013
- Joven y alocada ganadora del Premio del Público a la mejor película del certamen.[8]

Fire!! Mostra Internacional de Cinema Gai i Lesbià 2013
- Joven y alocada, premio a la mejor película[9]